# Mercedes-Benz OM 300 (groß)
Dieser Artikel wurde auf der  Qualitätssicherungsseite des Portals Transport und Verkehr eingetragen.
Bitte hilf mit, ihn zu verbessern, und beteilige dich an der Diskussion. (+)
Die Motorenbaureihe OM 300 (groß) des Herstellers Daimler-Benz umfasst mehrere Generationen Sechszylindermotoren, die hauptsächlich für den Antrieb mittelschwerer und schwerer Lastwagen produziert wurden. Die Ursprünge reichen mit der Vorgängerkonstruktion OM 67 bis in die Mitte der 1930er Jahre zurück, abgelöst wurden die Motoren ab 1970 durch die Baureihe OM 400.

## Geschichte und Entwicklung
Unmittelbar nach dem Zweiten Weltkrieg wurde der mittelschwere Lastwagen L 4500 zunächst unverändert weitergebaut, d. h. mit dem Vorkriegsmotor OM 67/4. 1954 erhielt der Motor bei unverändertem Hubraum (und ansonsten unbekannten Änderungen) die Bezeichnung OM 325. Als 1964 die anderen Motoren auf Direkteinspritzung umgestellt wurden, wurde der OM 325 stattdessen eingestellt und durch den kleineren, aber leistungsstärkeren OM 352 ersetzt.
Bereits im Jahr 1950 wurde aus dem Vorkriegsmotor OM 67/4 der hubraum- und leistungsstärkere OM 315 abgeleitet, damals ebenfalls mit Vorkammereinspritzung. Dieser Motor wurde dann 1964 als OM 360 auf Direkteinspritzung umgestellt und durch eine etwas verkleinerte Version (OM 327) ergänzt, die leistungsmäßig den Vorkammermotor ersetzen konnte.

### OM 326/OM 346/OM 355
1956 wurde mit dem OM 326 ein wesentlich größerer Motor eingeführt. Neben dem deutlich vergrößerten Hubvolumen bedingte auch die Ausführung mit individuellen Zylinderköpfen einen vergrößerten Zylinderabstand, eine größere Baulänge des Motors und damit auch der Motorhaube. Nach der Umstellung auf Direkteinspritzung (OM 346) folgte noch eine Leistungssteigerung zum OM 355, um den gelockerten Seebohm‘schen Gesetzen und steigenden Anforderungen an die Motorleistung der LKW Rechnung zu tragen.
Mit Einführung der Baureihe OM 400 sollen die Fertigungseinrichtungen nach Brasilien verschifft worden sein. Dort wurde der Motor statt des neuen OM 407 (und seiner Nachfolger) noch jahrzehntelang für südamerikanische Märkte gefertigt und den Marktforderungen angepasst durch zunächst Turboaufladung und später zusätzlich Ladeluftkühlung. Der turbogeladene Motor ohne Ladeluftkühlung soll dabei für Exportaufträge des schweren Kurzhaubers auch in Deutschland verbaut worden sein.

## Technische Daten
| Motortyp | gebaut     | Bauform | Hubraum [cm³] | Bohrung × Hub [mm × mm] | Brenn- verfahren | Leistung @ Drehzahl [kw (PS) @ 1/min]                                                                               | Max. Drehmoment [Nm @ 1/min]     | Bemerkungen      | Verwendung (u. a.)                |
| --- | ---------- | ------- | ------------- | ----------------------- | ---------------- | --- | -------------------------------- | ---------------- | --------------------------------- |
| OM 67/4 | 1945-      | R6      | 7.274         | 105 × 140               | Vorkammer        | 82 (112) @ 2250 |                                  |                  | L 4500, L5000                     |
| OM 67/4 | ~1952-1954 | R6      | 7.274         | 105 × 140               | Vorkammer        | 88 (120) @ 2250 |                                  |                  | L 4500, L5000                     |
| OM 325 | 1954-      | R6      | 7.274         | 105 × 140               | Vorkammer        | 92 (125) @ 2200 | 432 @ 1300                       |                  | L5500/L325                        |
| OM 315 | 1950-      | R6      | 8.276         | 112 × 140               | Vorkammer        | 107 (145) @ 2100 | 540 @ 1300                       |                  | L6600/L315, L329                  |
| OM 326 | 1956-      | R6      | 10.809        | 128 × 140               | Vorkammer        | 127 (172) @ 2200 141 (192) – 147 (200) @ 2200                                                                       | 567 @ 1300 686 @ 1300            | 4-Ventil-Technik | L326, LP333, L337, 337/338, L1620 |
| OM 326h | 1957-      | R6      | 10.809        | 128 × 140               | Vorkammer        | 127 (172) @ 2200 141 (192) – 147 (200) @ 2200                                                                       | 567 @ 1300 686 @ 1300            | 4-Ventil-Technik | O 317                             |
| |            |         |               |                         |                  | |                                  |                  |                                   |
| OM 327 | 1965-      | R6      | 7.980         | 115 × 128               | Direkt           | 110 (150) @ 2600 125 (170) @ 2600                                                                                   | 461 @ 1500 490 @ 1500            |                  | O 302                             |
| OM 360 | ~1969-     | R6      | 8.725         | 115 × 140               | Direkt           | 125 (170) @ 2200 141 (192) @ 2500                                                                                   | 579 @ 1500                       |                  | O 302                             |
| OM 360h |            | R6      | 8.725         | 115 × 140               | Direkt           | 125 (170) @ 2200 141 (192) @ 2500                                                                                   | 579 @ 1500                       |                  | O 305                             |
| OM 346 | 1964-      | R6      | 10.809        | 128 × 140               | Direkt           | 132 (180) @ 2200 136 (185) @ 2200 ?mit schaltbarem Lüfter? 149 (202) @ 2200 154 (210) @ 2200 mit schaltbarem Lüfter | 608 @ 1300 628 @ 1300 706 @ 1300 | 4-Ventil-Technik | L1418, LP1418, LP1620             |
| OM 346h |            | R6      | 10.809        | 128 × 140               | Direkt           | 132 (180) @ 2200 136 (185) @ 2200 ?mit schaltbarem Lüfter? 149 (202) @ 2200 154 (210) @ 2200 mit schaltbarem Lüfter | 608 @ 1300 628 @ 1300 706 @ 1300 | 4-Ventil-Technik | O 317                             |
| OM 355 | 1967-      | R6      | 11.581        | 128 × 150               | Direkt           | 169 (230) @ 2200 | 794 @ 1300                       | 4-Ventil-Technik | L1623                             |
| OM 355 | 1969-      | R6      | 11.581        | 128 × 150               | Direkt           | 177 (240) @ 2200 | 824 @ 1400                       | 4-Ventil-Technik | L1624                             |
| OM 355 A |            | R6      | 11.581        | 128 × 150               | Direkt           | 206 (280) @ 2200 | 1059 @ 1200                      | 4-Ventil-Technik | L1928, nur in Brasilien?          |
| OM 355 LA | 1988-      | R6      | 11.581        | 128 × 150               | Direkt           | 250 (340) |                                  | 4-Ventil-Technik | nur in Brasilien                  |
| |            |         |               |                         |                  | |                                  |                  |                                   |
| Motortyp: OM = Ölmotor (Diesel), h = horizontal/liegend (für Busse), A = Abgasturbolader, L = Ladeluftkühler gebaut: ~ = Jahresangabe ist das Erscheinungsjahr von Bedienungsanleitung, Ersatzteilliste o. Ä. Dies kann durchaus erheblich vom Bauzeitraum des Motors abweichen. Eventuell gab es OM 346 A, belastbare Belege (vor allem von Mercedes-Benz) waren aber nicht zu finden. |            |         |               |                         |                  | |                                  |                  |                                   |